# Leucocharis porphyrocheila
Leucocharis porphyrocheila је пуж из реда Stylommatophora и фамилије Orthalicidae.

## Угроженост
Ова врста је изумрла, што значи да нису познати живи примерци.

## Распрострањење
Нова Каледонија је била једино природно становиште ове врсте.

## Станиште
Врста Leucocharis porphyrocheila је имала станиште на копну.